# Bob Minkler
Robert Alan Minkler (* 31. August 1937 in Glendale, Kalifornien; † 11. Oktober 2015 in Oregon) war ein US-amerikanischer Tontechniker.

## Leben
Minkler begann seine Karriere im Filmgeschäft Anfang der 1970er Jahre. Sein erster Film als Tontechniker war das Drama Five Easy Pieces – Ein Mann sucht sich selbst von Bob Rafelson 1970. 1978 erhielt er gemeinsam mit Don MacDougall, Ray West und Derek Ball den Oscar in der Kategorie Bester Ton für Star Wars. Minkler gewann für Star Wars zudem 1979 den BAFTA Film Award in der Kategorie Bester Ton. 1983 war er für Tron ein zweites und letztes Mal Oscar in der Kategorie Bester Ton nominiert. Nach der Produktion des Emmy-prämierten Fernsehfilms Lady Against the Odds 1992 folgten keine weiteren Arbeiten mehr im Film- und Fernsehgeschäft.
Minkler verstarb im Oktober 2015. Er hinterließ seine Frau und drei Kinder.

## Filmografie (Auswahl)
- 1970: Five Easy Pieces – Ein Mann sucht sich selbst (Five Easy Pieces)
- 1971: Johnny zieht in den Krieg (Johnny Got His Gun)
- 1977: Krieg der Sterne (Star Wars)
- 1978: Der Herr der Ringe (The Lord of the Rings)
- 1979: Zehn – Die Traumfrau (10)
- 1979: Hair
- 1979: Rocky II
- 1980: Wahnsinn ohne Handicap (Caddyshack)
- 1980: Der Grenzwolf (Borderline)
- 1980: The Fog – Nebel des Grauens (The Fog)
- 1982: Tron
- 1983: Der weiße Hai 3-D (Jaws 3-D)
- 1985: Die Maske (Mask)
- 1987: Das Wunder in der 8. Straße (*Batteries not included)
- 1988: Annies Männer (Bull Durham)
- 1989: Adam Sandler’s Love Boat (Going Overboard)

## Auszeichnungen (Auswahl)
- 1978: Oscar in der Kategorie Bester Ton für Star Wars
- 1979: BAFTA-Film-Award-Nominierung in der Kategorie Bester Ton für Star Wars
- 1983: Oscar-Nominierung in der Kategorie Bester Ton für TRON